# Tarwebrood

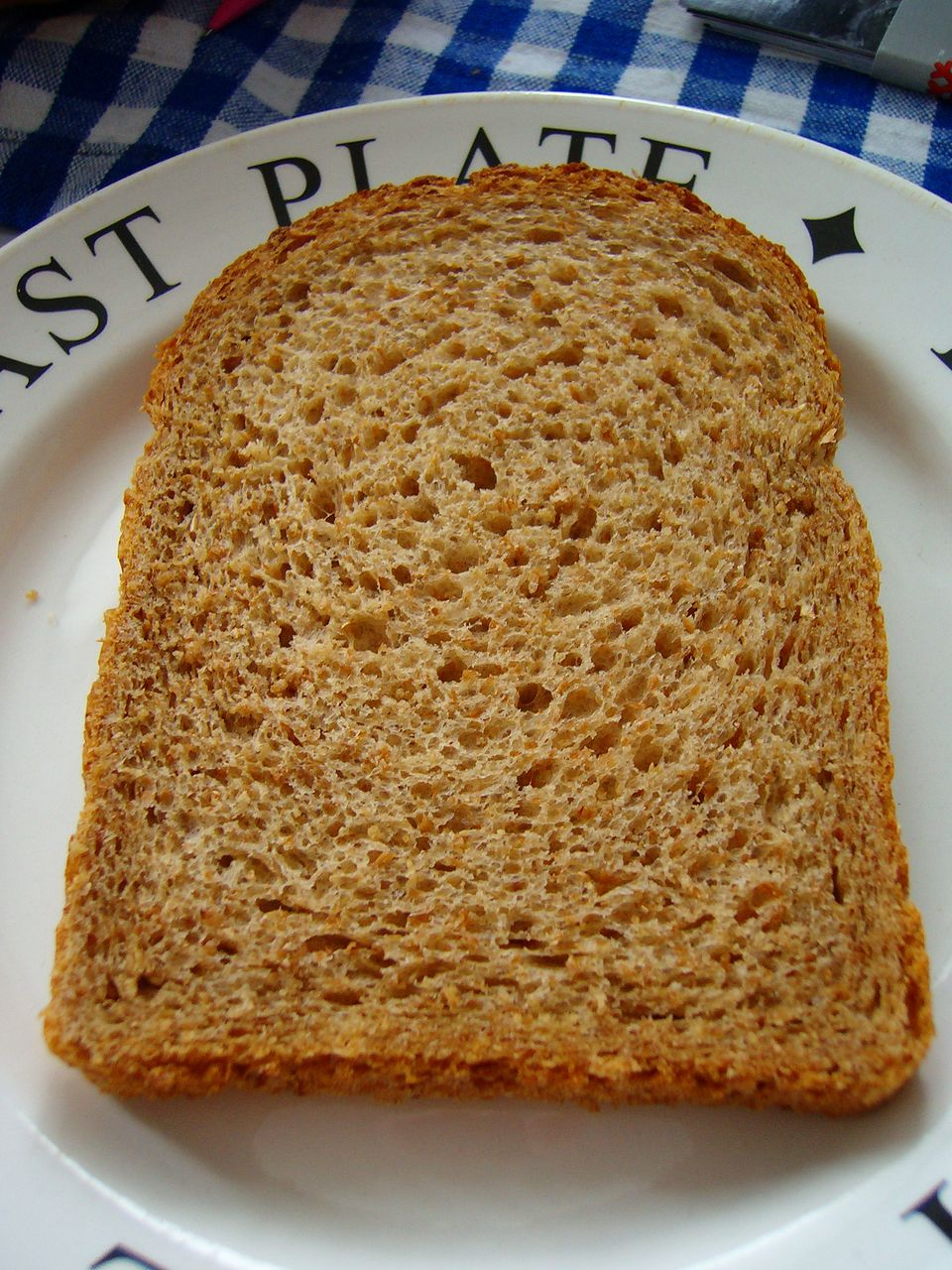
Fijn volkorenboterham

Tarwebrood is brood gebakken van tarwemeel. Hoewel zowel wittebrood, volkorenbrood als bruinbrood van tarwe worden gemaakt, noemt men bruinbrood vaak simpelweg "tarwebrood". Al vele eeuwen is tarwebrood een belangrijk voedingsmiddel in Europa. 